# Hohnstorf
Hohnstorf là một đô thị của huyện Lüneburg, bang Niedersachsen, Đức. Đô thị này có diện tích 10,22 km².